# 天然气输出国论坛
天然气输出国论坛 (GECF)是一个一些世界领先的天然气生产国的政府间组织。 天然气输出国论坛成员共同控制世界天然气储量的70％以上，管道贸易的38％和85％液化天然气（LNG）的生产。 天然气输出国论坛三个储量最大的成员-俄罗斯、伊朗、卡塔尔合计控制57%世界天然气储量。

## 历史
GECF于2001年成立于伊朗德黑兰，直到第七次部长级会议在莫斯科举行，它没有章程和固定的成员结构。第七届部长级会议2008年12月23日在莫斯科举行，通过了组织的章程。 同时，该论坛决定成立一个行政办公室和秘书处，设在卡塔尔多哈。在第8次部长级会议（2009年6月），卡塔尔能源部长阿卜杜拉‧哈马德‧铝阿提亚成为的世界天然气出口国论坛主席，阿尔及利亚能源部长沙基卜‧哈利勒当选为副主席。

## 目标
GECF的目标是：
- 促进生产者之间的对话，有利于生产者和消费者之间，政府和能源相关产业之间的相互利益的概念;
- 提供一个平台，以促进研究和交换意见;
- 促进一个稳定，透明的能源市场。

## 组织架构
GECF的最高机构是部长级会议。在部长级会议之间，工作通过秘书处（总部设在卡塔尔多哈）进行。世界天然气输出国论坛主席是阿卜杜拉‧本‧哈马德阿‧勒阿提亚，副会长是沙基卜‧哈利勒。 秘书长是穆罕默德‧哈梅尔。

### 部长级会议
天然气输出国论坛举行了22次部长级会议:
| 会议                            | 会议                            | 年份         |
| ------------------------------- | ------------------------------- | ------------ |
| 伊朗 德黑兰                     | 伊朗 德黑兰                     | 2001         |
| 阿爾及利亞阿爾及爾              | 阿爾及利亞阿爾及爾              | 2002         |
| 卡塔尔 多哈                     | 卡塔尔 多哈                     | 2003         |
| 埃及開羅                        | 埃及開羅                        | 2004         |
| 特立尼达和多巴哥 西班牙港       | 特立尼达和多巴哥 西班牙港       | 2005         |
| 卡塔尔 多哈                     | 卡塔尔 多哈                     | 2007         |
| 俄羅斯莫斯科                    | 俄羅斯莫斯科                    | 2008         |
| 卡塔尔 多哈                     | 卡塔尔 多哈                     | 2009（六月） |
| 卡塔尔 多哈                     | 卡塔尔 多哈                     | 2009（12月） |
| 阿爾及利亞阿爾及爾              | 阿爾及利亞阿爾及爾              | 2010（4月）  |
| 卡塔尔 多哈                     | 卡塔尔 多哈                     | 2010（12月） |
| 埃及開羅                        | 埃及開羅                        | 2011（6月）  |
| 卡塔尔 多哈                     | 卡塔尔 多哈                     | 2011（11月） |
| 赤道幾內亞 馬拉博               | 赤道幾內亞 馬拉博               | 2012         |
| 伊朗 德黑兰                     | 伊朗 德黑兰                     | 2013         |
| 卡塔爾 多哈                     | 卡塔爾 多哈                     | 2014         |
| 伊朗 德黑蘭                     | 伊朗 德黑蘭                     | 2015         |
| 卡塔爾 多哈                     | 卡塔爾 多哈                     | 2016         |
| 俄羅斯莫斯科                    | 俄羅斯莫斯科                    | 2017         |
| 千里達和多巴哥 西班牙港         | 千里達和多巴哥 西班牙港         | 2018         |
| 俄羅斯莫斯科                    | 俄羅斯莫斯科                    | 2019         |
| 阿爾及利亞阿爾及爾 （視像會議） | 阿爾及利亞阿爾及爾 （視像會議） | 2020         |
| 卡塔爾 多哈                     | 卡塔爾 多哈                     | 2022         |

### 首脑会议
举行GECF的首脑会议决定于2010年在奥兰举行的第十届部长级会议。第一个世界天然气输出国论坛峰会於2011年11月15日在多哈举行，在埃米尔 酋长哈马德‧斌哈利法‧阿勒萨尼的赞助下，此前，第十三届部长级会议会议在同一地点举行（2011年11月13日）。 俄罗斯总统梅德韦杰夫发了言，说首脑会议“是一个重要事件，它标志着在全球能源行业的发展一个新的阶段，特别是在天然气行业。”
俄罗斯已表示愿意主办的世界天然气出口国论坛的第二次峰会。

### 会员
成员是：阿尔及利亚、玻利维亚、埃及、赤道几内亚、伊朗、利比亚、尼日利亚、阿曼、卡塔尔、俄罗斯、特里尼达和多巴哥和委内瑞拉。  哈萨克斯坦，挪威和荷兰的观察员。其他国家如文莱，印度尼西亚，马来西亚，阿拉伯联合酋长国和也门都参加不同的会议。

## 天然气欧佩克
自从2001年建立的世界天然气出口国论坛以来，有一直炒作一些世界上最大的天然气生产商，特别是俄罗斯和伊朗，打算建立一个天然气卡特尔（相当于欧佩克）设置配额和价格。一个天然气欧佩克的想法由俄罗斯联邦总统弗拉基米尔·普京和哈萨克斯坦总统支持努尔苏丹·纳扎尔巴耶夫在2002年首先提出。 2006年5月俄罗斯天然气工业股份公司副主席亚历山大·梅德韦杰夫威胁，如果俄罗斯能源谈判没有取得其目的（与欧洲的谈判），俄罗斯将建立“气体供应商,将超过欧佩克影响力的联盟。 伊朗官员已明确表示天然气卡特尔的大力支持，并与俄罗斯举行了正式会谈。
  第六届部长级会议的GECF成立了一个专家小组，由俄罗斯主持，研究如何加强GECF。据阿尔及利亚能源和矿业部长沙基卜哈利勒说，这意味着，在长期的GECF将走向成为一个天然气欧佩克。